# Adeonella glypta
Adeonella glypta är en mossdjursart som beskrevs av Ernst Marcus 1922. Adeonella glypta ingår i släktet Adeonella och familjen Adeonellidae. Inga underarter finns listade i Catalogue of Life.